# Ritmo cardiaco
Il ritmo cardiaco è il susseguirsi in maniera regolare di una sequenza di eventi elettrici e meccanici che permettono al cuore di funzionare come pompa. Il ritmo cardiaco, in condizioni normali, è determinato da un segnapassi (pacemaker) naturale che si trova in un punto definito dell'atrio destro, alla giunzione con la vena cava superiore, ed è detto nodo senoatriale, per cui il ritmo normale del cuore viene detto ritmo sinusale.
La sequenza di eventi, che inizia con la generazione spontanea di impulsi elettrici nel nodo senoatriale, prosegue con la propagazione di questi impulsi a tutto il cuore, con la contrazione delle cellule muscolari e termina con il rilasciamento di queste ultime e la conseguente distensione delle cavità cardiache. La distensione permette nuovamente il riempimento e la successiva contrazione determina la spinta in avanti del sangue.
Questo processo si verifica per la presenza nel tessuto cardiaco di due tipi di cellule:
- le cellule specializzate, in grado di generare spontaneamente l'impulso elettrico e di diffonderlo attraverso un preciso percorso anatomico (Sistema di conduzione del cuore);
- le cellule da lavoro, che sono cellule muscolari aventi capacità esclusivamente di contrazione e rilasciamento in maniera sincrona.

L'impulso cardiaco, nato dalle cellule del nodo senoatriale, si diffonde negli atri attraverso tre vie anatomiche precostituite (vie internodali) e raggiunge il nodo atrioventricolare la cui parte terminale si continua nel fascio di His; di qui prosegue nelle due branche (destra e sinistra) per poi diramarsi in una rete ancora più periferica (rete del Purkinje) che rende possibile l'attivazione sincrona delle cellule muscolari del cuore.
Le strutture comprese fra il nodo del seno e la rete del Purkinje costituiscono il tessuto specifico di conduzione.

## Elettrofisiologia del ritmo cardiaco
La formazione e la diffusione dell'impulso elettrico avvengono grazie a modificazioni del potenziale transmembrana, che è dato dalla differenza tra il potenziale intracellulare ed extracellulare. Questo a sua volta è determinato da movimenti ionici (correnti ioniche), cioè da un flusso di ioni che va dall'ambiente a maggior concentrazione a quello a minor concentrazione, secondo il cosiddetto gradiente elettrochimico. Oltre che dalla differenza di concentrazione, le correnti ioniche sono regolate dalla permeabilità della membrana cellulare agli ioni e dalla presenza di canali ionici che trasportano in maniera rapida e specifica alcuni ioni rispetto ad altri, e dalla presenza di pompe elettrogeniche che scambiano attivamente sodio con potassio o con calcio.